# Marketing sociale
Secondo gli studi di Philip Kotler, il marketing sociale può definirsi come l'utilizzo delle strategie e delle tecniche del marketing per influenzare un gruppo target ad accettare, modificare o abbandonare un comportamento in modo volontario, al fine di ottenere un vantaggio per i singoli individui o la società nel suo complesso.. Già nelle prime definizioni di marketing si possono notare i prodromi di un ruolo che trascende l'interesse della sola impresa, laddove lo propone come "Il processo sociale e manageriale diretto a soddisfare bisogni ed esigenze attraverso processi di creazione e scambio di prodotti e valori"(Pallavicini)..

## Origine del termine
Introdotto nel 1971, il marketing sociale trova le proprie radici in molteplici discipline (es. la psicologia, la sociologia, l'antropologia, le teorie economiche e della comunicazione) che contribuiscono a esaminare e comprendere cosa determina il comportamento umano, inteso quale risultante di fattori ambientali, sociali e individuali.
Nella realizzazione pratica di progetti di marketing sociale, l'utilizzo integrato di molteplici leve (marketing mix: prodotto, prezzo, comunicazione, canali di distribuzione e partner) crea opportunità concrete affinché gli individui e le collettività scelgano in modo responsabile e consapevole comportamenti favorevoli alla tutela del benessere fisico, sociale e psicologico. Il ricorso alla sola comunicazione quale leva per il cambiamento dei comportamenti non può pertanto essere identificato come attività di marketing sociale, ma ad esempio come “comunicazione sociale”.
Nonostante utilizzi principi e tecniche del marketing (es. rapporto di scambio costi/benefici, attenzione ai destinatari, concetto di marketing mix), il marketing sociale è profondamente diverso da quello commerciale per valori e finalità. Nel marketing commerciale si ricerca un vantaggio economico per chi vende (ovvero per chi attua l'iniziativa), mentre nel marketing sociale l'obiettivo primario è ottenere un beneficio - sociale, di salute - per i destinatari del progetto. Allo stesso modo, strategie di 'societal marketing' o 'cause-related marketing' attuate da soggetti profit possono creare un contesto favorevole alla promozione di benefici sociali, ma integrano tale obiettivo in un più ampio progetto di impresa, senza identificarlo come unico scopo.

## Il marketing sociale per la salute
Il marketing sociale suscita oggi un interesse crescente nella prevenzione e promozione della salute, intervenendo sulle barriere di tipo ambientale, socioeconomico e personale che rendono più difficoltoso mettere in atto sani stili di vita. In tale ambito si pone a fianco delle tradizionali attività di promozione della salute, quali comunicazione sociale, educazione alla salute, leggi.
A livello internazionale, tra i centri di eccellenza che approfondiscono tale ambito di applicazione del marketing sociale, si citano i CDC (Centers for Disease Control and Prevention - Atlanta), Health Canada e il National Social Marketing Centre inglese.
Una specifica attività di studio e raccolta di iniziative in questo campo è svolta in Italia dall'Area di ricerca “Marketing Sociale e Comunicazione per la salute” – Associazione Comunicazione Pubblica.

## Esperienze
Nel campo della prevenzione e promozione della salute si registrano numerose esperienze nazionali e internazionali che hanno applicato i principi del marketing sociale.
Alcuni esempi:
- “The National High Blood Pressure Education program”, intervento condotto negli Stati Uniti per sensibilizzare sul ruolo dell'ipertensione quale fattore di rischio per ictus e malattie cardiovascolari;
- “Know your cholesterol”, campagna per la prevenzione delle malattie cardiovascolari rivolta ai medici ed alla comunità locale;[4]
- “Smokers' Challenge”, concorso per sostenere l'abbandono dell'abitudine al fumo.[5]

Per valorizzare e condividere le esperienze di promozione della salute realizzate tramite l'utilizzo del marketing sociale, in Italia è stato attivato il concorso “Marketing per la salute”.